# Molophilus (Molophilus) copelatus
Molophilus (Molophilus) copelatus is een tweevleugelige uit de familie steltmuggen (Limoniidae). De soort komt voor in het Neotropisch gebied.